# Jadwiga Rokosz
Jadwiga Zofia Rokosz-Mieszkowska ps. „Warecka” (ur. 15 września 1905 w Warszawie, zm. 25 kwietnia 1973 tamże) – polska lekkoatletka, hazenistka.

## Kariera
Jako lekkoatletka reprezentowała Warszawiankę (1923-1929). Nosiła pseudonim „Warecka”. Ustanawiała rekordy Polski w biegach na 500 m (dwa razy), 800 m i 1000 m. Zdobyła trzy medale mistrzostw Polski na 200 m (1927, 1928) i na 100 m (1928). W Biegu Narodowym przełajowym zajmowała pierwsze (1928) i drugie (1927) miejsce. Uprawiała biegi na 60 m, 100 m, 200 m, 800 m, 1000 m oraz pchnięcie kulą, rzut dyskiem i pięciobój.
W barwach Warszawianki uprawiała też hazenę.